# Аніца Джамич
Пані Аніца Джамич (хорв. Anica Djamić) — хорватська дипломатка. Надзвичайний і Повноважний Посол Хорватії в Україні (від 2019).

## Життєпис
Аніца Джаміч має ступінь магістра права, до 1994 року вона працювала в Інституті міжнародного і порівняльного права Загребського університету. Дипломат обіймала посаду заступника радника Президента Хорватії з питань зовнішньої політики, потім була радником Президента з питань Європейського союзу.
У 2012—2014 рр. — представник Хорватії при Раді Європи.
У 2014—2018 рр. — Надзвичайний та Повноважний Посол Хорватії в Стокгольмі (Швеція) та за сумісництвом у Литві, Латвії.
З 2019 року — Надзвичайний і Повноважний Посол Хорватії в Києві.
13 лютого 2019 року — вручила копії вірчих грамот заступнику Міністра закордонних справ України Василю Боднарю
16 травня 2019 року вручила вірчі грамоти Президенту України Петрові Порошенку.

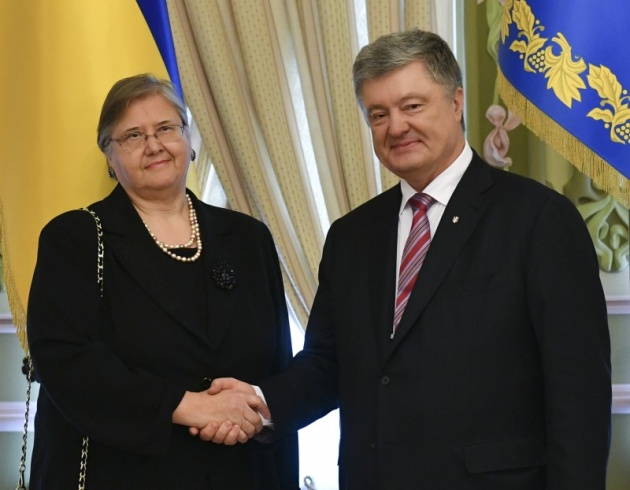
Президент України Петро Порошенко прийняв вірчі грамоти у посла Хорватії Аніци Джамич 16 травня 2019 року